# Das Fort der mutigen Frauen
Das Fort der mutigen Frauen (Originaltitel: The Guns of Fort Petticoat) ist ein US-amerikanischer Western aus dem Jahr 1957. Regie führte George Marshall; das Drehbuch basiert auf der Erzählung Petticoat Brigade des Schriftstellers Chester William Harrison. Die deutschsprachige Erstaufführung war am 6. Juli 1957. 

## Handlung
Mitten im Bürgerkrieg kehrt Lieutenant Frank Hewitt nach Texas, in seine Heimat, zurück. Kaum ist er zurück, gibt es schon die ersten Fehden. Ein friedlicher Indianerstamm wird auf Befehl eines ehrgeizigen Nordstaaten-Offiziers sinnlos niedergemetzelt. Darauf schwören die Indianer Rache. Hewitt beschließt, die wehr- und schutzlosen Farmersfrauen der Gegend auf die Vergeltungsschläge vorzubereiten und bildet sie militärisch aus. In einer alten Missionsstation lehrt Hewitt die beherzten Damen den Umgang mit dem Schießeisen. Als die Indianer dann schließlich angreifen, gelingt es Hewitt und seinen tapferen Kämpferinnen, die Rothäute zurückzuschlagen. Als Hewitt zu seiner Militäreinheit zurückkehrt, wird er allerdings als Deserteur vom Kriegsgericht verurteilt. Da holen ihn seine Petticoat-Damen aus dem Gröbsten heraus.

## Kritik
Das Lexikon des Internationalen Films notierte enttäuscht: „Die originelle Idee wurde durch ein unausgegorenes Drehbuch und die Häufung stumpfsinnigen Kampfgetümmels verschenkt.“ Auch Joe Hembus meint, Regisseur Marshall sei mit diesen Petticoats „nicht ganz klargekommen. Ein besseres Drehbuch“ hätte ihm vielleicht den Weg zum Ziel zeigen können, „den männlichen Heroismus zu travestieren“.